# Euborellia aporonoma
Euborellia aporonoma är en tvestjärtart som först beskrevs av Borelli 1909.  Euborellia aporonoma ingår i släktet Euborellia och familjen Carcinophoridae. Inga underarter finns listade i Catalogue of Life.